# Чак (телесериал)
«Чак» (англ. Chuck) — американский телесериал в жанре комедийных приключений с Закари Ливаем и Ивонн Страховски в главных ролях. Премьера состоялась на американском телеканале NBC 24 сентября 2007 года. 27 января 2012 года сериал официально завершился. Всего вышло 5 сезонов, состоящих в общей сложности из 91 серии.

## Сюжет

### Сезон 1 (2007-08)
Чак Бартовски (Закари Ливай) — главный герой сериала, милый, добрый, умный парень, потерявшийся в жизни после исключения из Стэнфордского университета и предательства любимой девушки Джилл Робертс (Джордана Брюстер). Чак работает в Бёрбанковском отделении сети магазинов «Купи больше» и живёт со старшей сестрой Элли (Сара Ланкастер) и её парнем Девоном (Райан Макпартлин). Среди его коллег верный друг детства Морган Граймс (Джошуа Гомес), его сексапильная подружка Анна Ву (Джулия Линг), парочка авантюристов и по совместительству музыкантов Джефф (Скотт Крински) и Лестер (Вик Сахай), а также менеджер магазина Большой Майк (Марк Кристофер Лоуренс). В ночь своего дня рождения Чак получает электронное письмо от своего бывшего лучшего друга из Стэнфорда Брайса Ларкина (Мэтт Бомер). Когда Чак открывает это письмо, в его мозг посредством серии закодированных изображений загружается правительственный супер-компьютер под названием Интерсект. После этого жизнь Чака кардинально меняется. Он, как носитель Интерсекта, должен работать на правительство, появляются агент ЦРУ Сара Уолкер (Ивонн Страховски) и майор АНБ Джон Кейси (Адам Болдуин), приставленные к нему, чтобы защищать.

### Сезон 2 (2008-09)
Чак всё ещё хочет извлечь из головы Интерсект и разыскивает человека под псевдонимом Орион, изобретателя Интерсекта, которым является его отец. Чувства Чака и Сары друг к другу развиваются, и у них появляется шанс быть вместе. На фоне бурной шпионской деятельности не даёт о себе забыть и родной магазин, и сестра Чака Элли, которая собирается выйти замуж за Девана.

### Сезон 3 (2010)
Интерсект 2.0, который Чак загрузил в конце предыдущего сезона, оказался не просто Интерсектом, а обучающей программой для нового поколения шпионов. Теперь Чак стал шпионом мирового масштаба с уникальными способностями. Преступная организация «Кольцо», частью которого был Фулкрам, хочет править миром, и Чак со своей командой должны помешать им.

### Сезон 4 (2010-11)
Морган становится менеджером магазина и возвращает весь предыдущий персонал во главе с Джеффом и Лестером. Кроме того, после разрыва с Анной новоявленный менеджер начинает встречаться с дочерью Кейси Алекс (Мекенна Мелвин). Чак и Морган отправляются на поиски мамы Чака, позже к ним присоединяются Кейси и Сара. Компьютер, который был завещан Элли её отцом, содержит важную, но недоработанную информацию об исследованиях, связанных с Интерсектом. Элли продолжает работу.

### Сезон 5 (2011-12)
Недавно поженившиеся Чак и Сара создают своё агентство «Кармайкл Индастриз», которое выполняет заказы по шпионажу. Их главным оружием является Морган, который ещё не совсем умеет управляться с Интерсектом. У «Кармайкл Индастриз» появляется соперник на рынке шпионажа, это — «Вербански Корпорейшн», главой которой является Гертруда Вербански (Керри-Энн Мосс), некогда знакомая с Джоном Кейси.

## В ролях

### Основной состав
| Актёр                  | Персонаж                             | Эпизоды | Сезоны       | Сезоны       | Сезоны       | Сезоны    | Сезоны       |
| Актёр                  | Персонаж                             | Эпизоды | 1            | 2            | 3            | 4         | 5            |
| ---------------------- | ------------------------------------ | ------- | ------------ | ------------ | ------------ | --------- | ------------ |
| Закари Ливай           | Чарльз Ирвинг «Чак» Бартовски        | 91      | Регулярно    | Регулярно    | Регулярно    | Регулярно | Регулярно    |
| Ивонн Страховски       | Агент Сара Уолкер                    | 91      | Регулярно    | Регулярно    | Регулярно    | Регулярно | Регулярно    |
| Джошуа Гомес           | Морган Граймс                        | 87      | Регулярно    | Регулярно    | Регулярно    | Регулярно | Регулярно    |
| Сара Ланкастер         | Доктор Элеонора «Элли» Бартовски     | 76      | Регулярно    | Регулярно    | Регулярно    | Регулярно | Регулярно    |
| Адам Болдуин           | Полковник Джон Кейси                 | 91      | Регулярно    | Регулярно    | Регулярно    | Регулярно | Регулярно    |
| Райан Макпартлин       | Девон «Капитан Великолепный» Вудкомб | 70      | Периодически | Регулярно    | Регулярно    | Регулярно | Регулярно    |
| Марк Кристофер Лоуренс | Майкл «Большой Майк» Такер           | 58      | Периодически | Регулярно    | Регулярно    | Регулярно | Регулярно    |
| Скотт Крински          | Джеффри «Джефф» Барнс                | 79      | Периодически | Регулярно    | Регулярно    | Регулярно | Регулярно    |
| Вик Сахай              | Лестер Пател                         | 79      | Периодически | Регулярно    | Регулярно    | Регулярно | Регулярно    |
| Джулия Линг            | Анна Ву                              | 22      | Периодически | Регулярно    | Гость        |           |              |
| Бонита Фридериси       | Бригадный генерал Дайан Бэкман       | 74      | Периодически | Периодически | Периодически | Регулярно | Периодически |

- Чарльз «Чак» Ирвинг Бартовски (Закари Ливай) — милый, добрый, эмоциональный парень, обожающий Звездные войны и видеоигры, который становится первым человеческим Интерсектом, сверхсекретным правительственным компьютером. Обладает идеальным набором качеств для того, чтобы Интерсект работал успешно. Был отчислен из Стэнфордского университета в 2003 году, но всё-таки закончил его, набрав необходимые баллы за счет работы на ЦРУ. Спецагент ЦРУ, работающий в магазине «Купи больше». Ещё ребёнком он забрёл в кабинет отца и активизировал прототип Интерсекта, проявив свою уникальность. Много лет был влюблен в Сару. В середине 3 сезона становится её парнем, а конце 4 сезона женится на ней. Основатель и глава компании «Кармайкл Индастриз», владелец «Купи больше». В конце 5 сезона загружает Интерсект 3.0, чтобы обезвредить бомбу и спасти генерала Бэкман. Чак обещает Саре, что бы ни случилось, он всегда будет рядом, чтобы защитить её.
- Сара Лиза Бартовски (Уолкер) (Ивонн Страховски) — один из лучших агентов ЦРУ, сначала куратор, а затем напарник, девушка и в конце концов жена Чака. Хладнокровная, расчетливая, но в то же время добрая и понимающая. По «легенде» девушка Чака, работающая сначала в сосисочной, переделанной позже в йогуртную. Дочь мошенника и афериста. Имя при рождении - Сэм.  Долгое время была влюблена в Чака, но вынуждена была скрывать свои чувства, так как она отвечала за его безопасность. В середине 3 сезона начинает встречаться с Чаком, а в конце 4 сезона становится его женой. Совладелица «Купи больше» вместе с Чаком. В 5 сезоне находясь в безвыходном положение загружает Интерсект 2.0 через очки. Николас Куин стирает воспоминания Сары за последние 5 лет и удаляет Интерсект. Он манипулирует ей, однако когда она понимает, что он украл у неё её жизнь, то убивает его. Сара начинает вспоминать некоторые вещи из своей жизни за последние 5 лет и просит Чака рассказать ей всю их историю и поцеловать её.
- Морган Гильермо Граймс (Джошуа Гомес) — лучший друг главного героя с детства. Несколько инфантильный, простоватый, добрый паренёк. Также как и Чак фанат Звездных войн, комиксов и видео-игр. В третьем сезоне узнает правду о Чаке и становится членом его команды — напарником Кейси. Работает в «Купи больше» продавцом-консультантом, потом помощником менеджера, а в четвёртом сезоне становится менеджером магазина. Считает, что влюблен в сестру Чака, Элли. Но потом начинает встречаться с Анной, сотрудницей «Купи больше». В начале 4 сезона влюбляется в дочь Кейси, Алекс. Сначала встречается с ней втайне от Кейси, но затем Кейси разрешает ему встречаться с дочерью после его отважного поступка на одной из миссий. В конце 4 сезона загружает Интерсект 2.0 через очки, присланные Чаку. Работает на Чака в «Кармайкл Индастриз». В конце 5 сезона Алекс переезжает к нему жить.
- Доктор Элеонора «Элли» Фэй Бартовски-Вудкомб (Сара Ланкастер) — старшая сестра Чака, заменившая ему мать. По специальности врач-невролог. Работает в местной поликлинике. В третьем сезоне вместе с мужем отправляется в Африку, в рамках программы «Врачи без границ». По возвращении попадает под влияние агента «Кольца» и выводит организацию на след отца. Тогда же узнает, что Чак — агент ЦРУ. Была свидетельницей убийства отца. Вместе с мужем и Морганом помогает Чаку победить «Кольцо». В 4 сезоне у Элли и Великолепного рождается дочка Клара. В конце 5 сезона ей предлагают работу в Чикаго и она с семьей туда переезжает.
- Полковник Джон Кейси (Адам Болдуин) — агент АНБ, майор, позже полковник, куратор, а потом и напарник Чака и его друг. Настоящее имя — Алекс Кобёрн. Прошёл войну и нещадные тренировки, что сделало его выносливым и сильным духом. Несколько раз его пытались переманить на свою сторону враги, но он не поддался. Грезит 1980-ми годами и президентом Рональдом Рейганом. Когда-то пытался убить Генералиссимуса Коста Бравы Алехандро Гойю, но много лет спустя спас ему жизнь и стал его «братом по крови». У Кейси есть дочь, названная в честь него, о которой он узнал, когда та стала взрослой девушкой. Обожает свои бонсаи, огнестрельное оружие и свою машину. Работает в «Кармайкл Индастриз». После победы над Куином уезжает к Гертруде Вербански.
- Доктор Девон Кристиан «Капитан Великолепный» Вудкомб (Райан Макпартлин) — парень, а в конце 2 сезона муж Элли. Врач-кардиолог, работающий в той же больнице, что и Элли. Узнает секрет Чака и пытается ему помогать. Дважды спас жизнь Генералиссимусу Алехандро Гойе, за что был удостоен признания и всяческих благодарений со стороны последнего. Попав в несколько шпионских передряг, решил ничего не знать о шпионаже и даже уговорил жену отправиться в Африку. Там он заболел малярией, а точнее болезнью, напущенной на него агентами «Кольца». По возвращении домой осознал, что умереть можно в любом месте, поэтому решил остаться дома. По возможности, помогает Чаку и его команде. Узнав о беременности жены, всё внимание переключил на ребёнка. Обожает дочку Клару и все время возится с ней. В конце 5 сезона ему предлагают работу заведующего кардиологией в Чикаго и он с женой и дочерью туда переезжает.
- Майкл «Большой Майк» Такер (Марк Кристофер Лоуренс) — менеджер «Купи больше». Хороший, простой мужчина, который встречается с мамой Моргана и считает последнего своим сыном. После восстановления «Купи больше» становится помощником менеджера и собирается жениться на возлюбленной.
- Томас Джефферсон (Джеффри) «Джефф» Барнс (Скотт Крински) — сотрудник «Купи больше» с несколько изощренными взглядами на жизнь. Лучший друг Лестера и гитарист группы «Джеффстер». В 1980-е годы стал чемпионом мира по игре «Ракетный капитан», рекорд которого смог побить только Чак и собственно создатель игры. Как и Лестер, считает Чака главным. В конце 5 сезона он и Лестер увольняются из «Купи больше» и переезжают в Германию по приглашению известной звукозаписывающей компании.
- Лестер Индира Голда Пател (Вик Сахай) — сотрудник «Купи больше». Лучший друг Джеффа и солист группы «Джефстер». Одно время был помощником менеджера, но покинул эту должность, поскольку не смог проявить себя в роли лидера. Начальником считает Чака и всегда говорит, что именно Чак — главный в магазине. В конце 3 сезона вместе с Джеффом разыскивается полицией по подозрению в поджоге «Купи больше». В 4 сезоне они оба реабилитированы и вновь приняты на работу. В конце 5 сезона «Джеффстер» приглашает в Германию известная звукозаписывающая компания, и Лестер с Джеффом принимают это предложение.
- Анна Мелинда Ву (Джулия Линг) — сотрудница «Купи больше», позже — гостья города. Девушка Моргана, бросившая его ради шеф-повара. Дочь тайваньских дипломатов, неформалка, любящая мини-юбки и скрывающая своё истинное «я». Неплохо владеет кунг-фу. В 3 сезоне пытается помириться с Морганом, но попытка проваливается.
- Бригадный генерал М. Дайан Бэкман (Бонита Фридериси) — руководитель АНБ и позже ЦРУ. Хладнокровная, сильная женщина, которую интересует только выполнение задания. Позже её взгляды на жизнь меняются, и она становится более гуманной. Чак и его команда некоторое время думают, что очки с Интерсектом, присланные Чаку, но надетые Морганом, прислала Бэкман, но в итоге выясняется, что это был Клайд Дэкер. Даже после ухода Чака и команды из ЦРУ поддерживает и защищает их, считая их своей командой.

### Второстепенный состав
| Актёр            | Персонаж                   | Эпизоды | Сезоны       | Сезоны       | Сезоны       | Сезоны       | Сезоны       |
| Актёр            | Персонаж                   | Эпизоды | 1            | 2            | 3            | 4            | 5            |
| ---------------- | -------------------------- | ------- | ------------ | ------------ | ------------ | ------------ | ------------ |
| Тони Тодд        | Директор ЦРУ Лэнгстон Грэм | 10      | Периодически | Периодически |              |              | Гость        |
| Мэтт Бомер       | Брайс Ларкин               | 7       | Периодически | Периодически |              |              |              |
| Чарли Ли         | Гарри Танг                 | 6       | Периодически |              |              |              |              |
| Рэйчел Билсон    | Лу Пэлон                   | 2       | Периодически |              |              |              |              |
| Мини Анден       | Карина Миллер              | 4       | Гость        |              | Гость        | Периодически |              |
| Тони Хейл        | Эммет Милбардж             | 13      |              | Периодически | Гость        |              |              |
| Джон Ларрокетт   | Роан Монтгомери            | 2       |              | Гость        |              | Гость        |              |
| Николь Ричи      | Хэзер Чандлер              | 2       |              | Гость        |              | Гость        |              |
| Джордана Брюстер | Джилл Робертс              | 4       |              | Периодически |              |              |              |
| Чеви Чейз        | Тед Роарк                  | 3       |              | Периодически |              |              |              |
| Скотт Бакула     | Стивен «Стив» Бартовски    | 7       |              | Периодически | Периодически | Гость        |              |
| Брэндон Раут     | Дэниел Шоу                 | 12      |              |              | Периодически |              | Гость        |
| Кристин Кройк    | Ханна                      | 4       |              |              | Периодически |              |              |
| Стив Остин       | Хьюго Пэнзер               | 2       |              |              | Гость        | Гость        |              |
| Мекенна Мелвин   | Алекс Макхью               | 24      |              |              | Периодически | Периодически | Периодически |
| Линда Хэмилтон   | Мэри Элизабет Бартовски    | 11      |              |              |              | Периодически | Гость        |
| Тимоти Далтон    | Алексей Волков             | 6       |              |              |              | Периодически |              |
| Мерседес Масон   | Зондра Риццо               | 2       |              |              |              | Периодически |              |
| Лорен Коэн       | Вивиан Макартур/Волков     | 5       |              |              |              | Периодически |              |
| Робин Гивенс     | Джейн Бентли               | 3       |              |              |              | Периодически |              |
| Ричард Бёрджи    | Клайд Декер                | 4       |              |              |              | Гость        | Периодически |
| Керри-Энн Мосс   | Гертруда Вербански         | 4       |              |              |              |              | Периодически |
| Ангус Макфадьен  | Николас Куин               | 4       |              |              |              |              | Периодически |

- Директор ЦРУ Лэнгстон Грэм (Тони Тодд) — погиб при попытке восстановления Интерсекта 1.0 в начале 2 сезона. Именно по его приказу Сара убила Эвелин Шоу — жену Дэниела Шоу, так как Грэм предположил, что она двойной агент.
- Брайс Ларкин (Мэтт Бомер) — агент ЦРУ, бывший друг и одногруппник Чака, бывший парень Сары. Именно из-за него в голове Чака Интерсект. В ЦРУ был завербован ещё в Стэнфордском Университете, наряду с Чаком и ещё несколькими лучшими студентами. Он понимал, что Чак слишком добрый для работы в ЦРУ и поэтому подставил его, из-за чего последнего выгнали из университета. Завербован «Фулкрамом». В конце 2 сезона должен был стать носителем Интерсекта 2.0, но прежде чем активировать передачу файлов, был убит[4].
- Гарольд «Гарри» Тибериус Танг (Чарли Ли) — помощник менеджера «Купи больше» в 1 сезоне. Правительство перевело его и его жену на Гавайи, чтобы заставить его молчать.
- Лу Пэлон (Рэйчел Билсон) — девушка Чака в 1 сезоне. У неё сломался телефон и она принесла его на починку в «Купи больше». Заказ принял Чак. Девушка даже назвала в честь него сендвич, который изобрела в своей закусочной, когда встречалась с Чаком. Контрабандой ввозила салями и другие мясные изделия. Рассталась с Чаком, но сказала, что так хорошо она уже давно не целовалась.
- Карина Миллер (Мини Анден)
- Эммет Милбардж (Тони Хейл) — некоторое время был менеджером «Купи больше». Был убит киллером, который охотился за Чаком в начале 3 сезона.
- Роан Монтгомери (Джон Ларрокетт)
- Хэзер Чандлер (Николь Ричи)
- Джилл Робертс (Джордана Брюстер) — бывшая девушка Чака, агент «Фулкрама». С ней Чак встречался ещё в Стэнфорде. Джилл стала экспертом по бактериям, получила докторскую степень. Джилл умело манипулировала Чаком, но после её попытки убить Сару, он в ней разочаровался. Некоторое время сидела в тюрьме, но во 2 сезоне, по воле случая, её знания понадобились для проникновения на одну из баз «Фулкрама», и её ненадолго отпустили под ответственность команды Чака, который в благодарность решил дать ей сбежать.
- Тед Роарк (Чеви Чейз) — основатель «Роарк Индастриз» и заклятый враг Стивена Бартовски, укравший многие его идеи. Похитил и пытался использовать Стивена Бартовски, чтобы загрузить Интерсект в агентов «Фулкрама». Убит одним из команды Кейси, который, как выясняется был двойним агентом и работал на «Кольцо».
- Стивен Джей Бартовски (Скотт Бакула) — отец Чака и Элли, компьютерный гений по-кличке Орион, создатель Интерсекта. Бескрайне любил свою семью и ради её безопасности ушёл из дома больше 10 лет назад. За несколько лет до этого его жена ушла из дома, и всю оставшуюся жизнь он посвятил её поискам. Является носителем прототипа Интерсекта, но контролирует его с помощью «Правителя». Дэниел Шоу убивает его в конце 3 сезона. Его последней посмертной просьбой было найти жену.
- Дэниел Шоу (Брэндон Раут) — спецагент ЦРУ с высокими полномочиями, эксперт по «Кольцу». Бывший парень Сары. После убийства жены всего себя отдал работе и поискам убийцы. Назначен командиром отдела Чака. Непродолжительное время встречался с Сарой, но, когда узнал, что именно она убийца его жены, решил отмстить. Он вступил в «Кольцо» и пытался убить Сару. Чак вовремя вмешался и дважды выстрелил в Шоу, но тот выжил. Дальнейшая судьба не известна до того момента, когда Дэниел Шоу загрузил себе в мозг вновь созданный Интерсект 2.0. Именно по вине Шоу «Купи больше» взорвался. Побежден Чаком и Сарой в конце 3 сезона, был отправлен в тюрьму. Сбегает в 5 сезоне и пытается отомстить Саре и Чаку и создать Интерсект 3.0. Окончательно побежден Чаком и Элли, был отправлен в тюрьму до конца жизни.
- Ханна (Кристин Кройк) — девушка Чака в 3 сезоне. С ней Чак познакомился в самолёте, когда летел в Париж. Девушку уволили с работы и Чак предложил ей должность компьютерщика в «Купи больше». Она согласилась и показала себя настоящим профессионалом. Увидев, что сердце Чака принадлежит Саре, уволилась и покинула город.
- Хьюго Пэнзер (Стив Остин)
- Алекс Макхью (Мекенна Мелвин) — дочь Кейси и его бывшей невесты Кейтлин, девушка Моргана. Работает официанткой и готовится поступать в колледж. С детства считала, что её отец героически погиб, ещё до её рождения. Узнав правду, сначала не поверила в то, что Кейси на самом деле её отец, но затем приняла его и часто с ним общается. В конце 5 сезона Алекс и Морган решают съехаться.
- Мэри Элизабет Бартовски (Линда Хэмилтон) — мать Чака и Элли, спецагент ЦРУ, гений прикрытия. Ушла из дома почти 20 лет назад. Работает на «Волков Индастрис», правая рука Алексея Волкова. Знает, что Чак — Интерсект, но хранит это от Волкова в секрете, также как и то, что является мамой Чака. Узнав, что Элли беременна, хочет с ней встретиться и поэтому просит Чака организовать встречу. Обманом заставляет Чака привести её на секретную базу Ориона и уничтожает её. Помогает одолеть Волкова, продолжает работать на ЦРУ.
- Алексей Волков (Тимоти Далтон) — русский предприниматель, контрабандист и торговец оружием. Глава «Волков Индастрис», одной из крупнейших преступных организаций в мире, ранее сотрудничавшей с «Кольцом». Психопат и убийца. Влюблён во Фрост. Узнав, что у неё есть сын и дочь, потребовал провести с ними День Благодарения. Любит со всеми целоваться (с мужчинами тоже) на «русский» манер. Разговаривает с британским акцентом, так как Волков на самом деле является английским учёным по-имени Хартли Уинтерботтом, на котором был испытан прототип Интерсекта, так-называемым Агентом Икс, в которого заложили личность Алексея Волкова для прикрытия. Но что-то пошло не так, и Уинтерботтом сам стал считать себя русским преступником. С помощью Чака он и его дочь Вивиан начинают новую жизнь под другими именами.
- Зондра Риццо (Мерседес Масон)
- Вивиан Макартур (Лорен Коэн) — дочь Алексея Волкова. Поначалу не имеет ни малейшего представления о том, что её отец управляет криминальной империей. Позже узнаёт, что отец тайно готовил её перенять узды правления «Волков Индастриз». Вивиан отказывается иметь дело с компанией отца, но затем она узнаёт, что его упрятал в тюрьму именно Чак. Она берёт на себя управление компанией и криминальной империей отца и даже меняет свою фамилию на отцовскую. Несмотря на это, она отказывается простить отцу то, что он с ней редко виделся. Пытается найти Агента Икс, считая этого человека крупнейшей угрозой для «Волков Индастриз», но этим человеком оказывается сам Алексей Волков, чья личность является имплантированной, благодаря технологии Интерсект. С помощью Чака начинает новую жизнь вместе со своим отцом под другим именем.
- Джейн Бентли (Робин Гивенс) — директор АНБ, под её руководством создавались человеческие Интерсекты под названием ГРЕТА. Пыталась переманить Кейси для возглавления его собственной команды.
- Клайд Декер (Ричард Бёрджи) — агент ЦРУ, которого Шоу использовал, чтобы воплотить свой план мести в жизнь. Погиб в результате бомбы подложенной ему Гертрудой Вербански.
- Гертруда Вербански (Керри-Энн Мосс) — глава «Вербански Корпорейшн», команды высокопрофессиональных шпионов и давняя любовница Кейси. В конце 5 сезона Кейси решает приехать к Гертруде и связать с ней всю жизнь.
- Николас Куин (Ангус Макфадьен) — агент ЦРУ, который должен был быть первым Интерсектом, когда Брайс Ларкин украл его и послал Чаку. Был в плену более года, но теперь вернулся, чтобы заполучить Интерсект. Когда Сара начинает вспоминать стертые воспоминания, она убивает его до того, как он успевает загрузить исправленный Интерсект 2.0 и убить её и Чака.

## Эпизоды
| Сезон | Сезон | Эпизоды | Оригинальная дата показа | Оригинальная дата показа |
| Сезон | Сезон | Эпизоды | Премьера сезона          | Финал сезона             |
| ----- | ----- | ------- | ------------------------ | ------------------------ |
|       | 1     | 13      | 24 сентября 2007         | 24 января 2008           |
|       | 2     | 22      | 29 сентября 2008         | 27 апреля 2009           |
|       | 3     | 19      | 10 января 2010           | 24 мая 2010              |
|       | 4     | 24      | 20 сентября 2010         | 16 мая 2011              |
|       | 5     | 13      | 28 октября 2011          | 27 января 2012           |